# (13434) Adamquade
(13434) Adamquade (1999 VK58) – planetoida z pasa głównego asteroid okrążająca Słońce w ciągu 3,74 lat w średniej odległości 2,41 j.a. Odkryta 4 listopada 1999 roku.